# Sarmingstein
Sarmingstein ist ein Ortsteil von St. Nikola an der Donau im oberösterreichischen Strudengau.

## Geographie, Verkehr
Sarmingstein befindet sich etwa drei bis vier Kilometer östlich des Hauptortes der Marktgemeinde St. Nikola an der Donau und ist von der östlichsten Ortschaft St. Nikolas, Hirschenau, durch die Gemeindegebiete von Waldhausen im Strudengau und Nöchling getrennt, die an dieser Stelle bis an die Donau bzw. bis zur Donau Straße B 3 reichen.
Sarmingstein grenzt im Norden und Osten an die Ortschaft Gloxwald der Marktgemeinde Waldhausen, im Süden getrennt durch die Donau, an die Katastralgemeinde Freyenstein der niederösterreichischen Gemeinde Neustadtl an der Donau und im Westen an den Gemeindehauptort St. Nikola.
Die Häuser der als Straßendorf angelegten Siedlung sind im Süden von der Donau durch die Donau Straße (Donauuferstraße) und im Norden vom bewaldeten Südhang des Donautales durch die Donauuferbahn getrennt. Der Sarmingbach gelangt aus nördlicher Richtung in die Ortschaft (Auf dem unteren Bild nicht sichtbar direkt hinter der Terrasse) und mündet in der Ortsmitte in die Donau.
Der Ort verfügt über eine Haltestelle der Österreichischen Bundesbahnen, die zwischen 2011 und 2020 die Endstation für die aus St. Valentin und Linz kommenden Züge bildete. Mit 14. Dezember 2019 wurde die Station geschlossen.
Direkt im Ort mündet die von Waldhausen kommende Landesstraße L 575 in die Donau Straße ein.
Sarmingstein verfügt an der Donau über eine zuletzt 2002 sanierte Anlegestelle für kleine Ausflugsschiffe.

## Geschichte

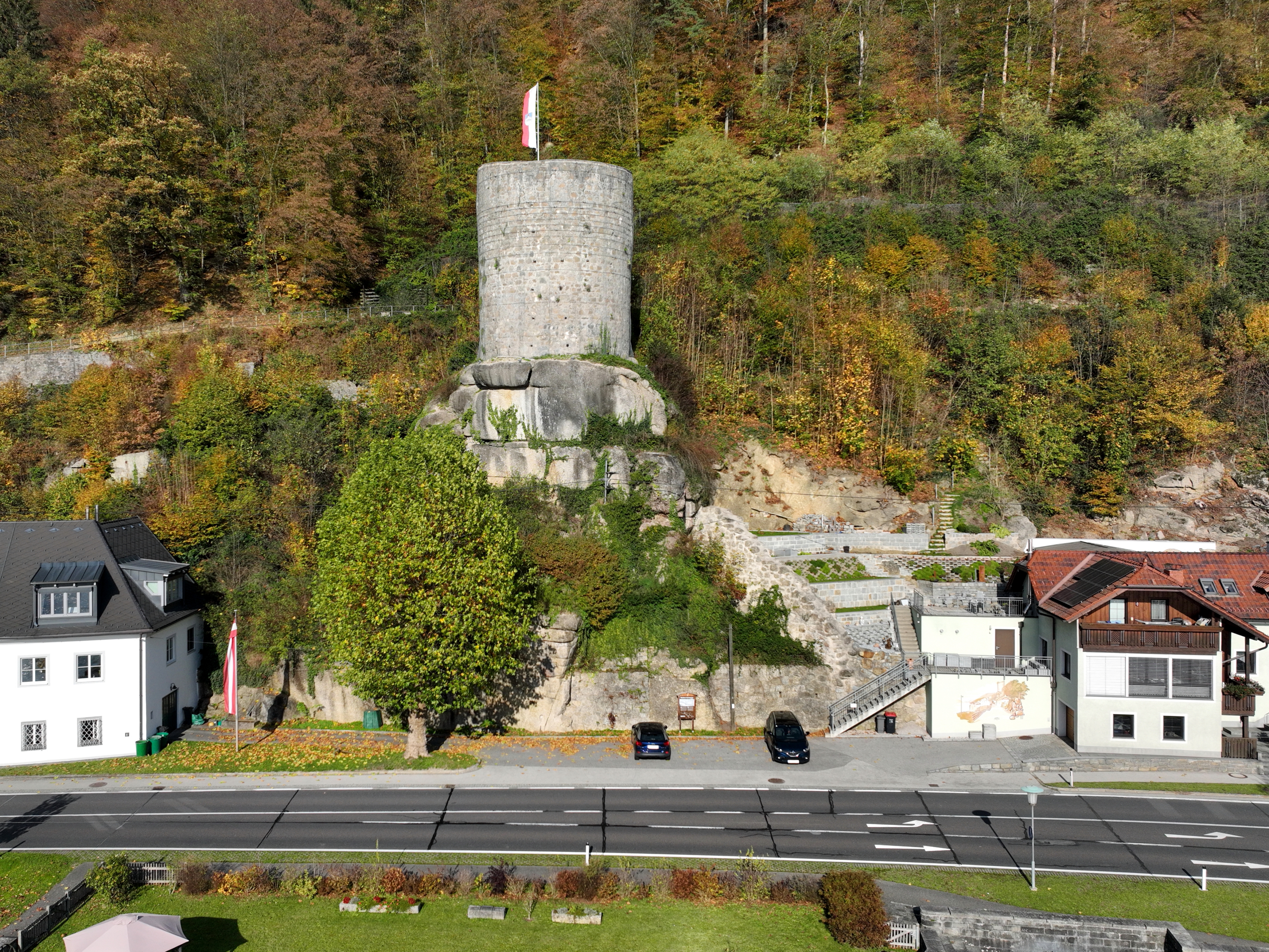
Turmruine Sarmingstein

Sarmingstein wurde erstmals 985 in einem von Bischof Pilgrim von Passau verfassten Zehent-Verzeichnis als „Sabanich“ erwähnt, das wie der 998 erwähnte Fluss „Sabinich“ (Sarmingbach) von slawisch žaba für Kröte bzw. Frosch abgeleitet wird. Otto von Machland stiftete 1147 seine Burg Säbnich den Augustiner-Chorherren zur Gründung eines Klosters. Die Mönche zogen bereits 1161 in das von ihnen errichtete Stift Waldhausen. Unter Heinrich Jasomirgott wurde aus dem Objekt nur wenige Jahre später wieder eine Burg, die mehrmals zerstört und wiederaufgebaut wurde.
Die Schiffmeister von Sarmingstein handelten mit Brenn- und Bauholz sowie mit Weinstecken. Sie gehörten wie die Schiffmeister von Grein und St. Nikola zur Ybbser Schiffmeisterzunft. Schon im 15. Jahrhundert hatten die Bürger von Sarmingstein das verbriefte Recht, zu Wien mit ihren Holzwaren zu handeln.
Die oberhalb des Ortes liegende Burg Sarmingstein diente der Bevölkerung als Zuflucht in Kriegszeiten und wurde im 15. Jahrhundert mit Wehrtürmen ausgestattet, von denen die Turmruine Sarmingstein als Teil einer Basteianlage noch erhalten ist, während die Burg selber während des Dreißigjährigen Krieges vollkommen verfiel. Der Wehrturm bildet das Motiv des am 19. November 1572 von Kaiser Maximilian II. dem Markt Sarmingstein verliehenen Wappens.
Entlang des schmalen Uferstreifens unter der Burg bildete sich die Ortschaft Säbnich, wo 1361 das Stift Waldhausen das Recht zur Abhaltung eines freien Wochenmarktes an Freitagen und eines freien Jahrmarktes am Sonntag nach St. Kilian erhielt. 1511 wurde Sarmingstein neben St. Nikola zum Bannmarkt erhoben. In späteren Jahrhundert verlor der Ort an Bedeutung und wurde bei späteren Reformen weder als Steuer- noch als Katastralgemeinde definiert.
Vor dem Ersten Weltkrieg wurden 1908/09 bedingt durch die Ansiedelung von Steinarbeitern für die Steinbrüche in Gloxwald in Sarmingstein Ortsgruppen von Arbeitervereinen gegründet.
Ein als Sarmingstein bezeichneter Felsblock in der Ortschaft Sarmingstein wurde während des Zweiten Weltkriegs von Soldaten der deutschen Wehrmacht gesprengt, weil diese die Engstelle mit ihren Panzern nicht passieren konnten.
Die in den Steinbrüchen in Gloxwald gewonnenen Materialien wurden während und nach dem Zweiten Weltkrieg mit einer Seilbahn zu einer eigens errichteten Verladestation beim Bahnhof Sarmingstein zur Donauuferbahn gebracht und in Waggons verladen. 1949 übernahm die Schoellerbank die Gloxwald-Steinbrüche von der Familie Helbich. Die Zahl der Bediensteten stieg auf 200. Zu dieser Zeit wurden täglich 60 Waggon Bruch produziert, was den Steinbruch zum zweitgrößten in ganz Europa machte. Unter anderem wurde Ende der 1950er Jahre Material für den Bau des Donaukraftwerks Ybbs-Persenbeug geliefert.
Im Zuge der Errichtung des Donaukraftwerkes Ybbs-Persenbeug, dessen Stauraum den gesamten Strudengau umfasst, wurde in den 1950er Jahren die Donau Straße zwischen Grein und Persenbeug ausgebaut. Unter anderem wurde 1957 in Sarmingstein auch das Schallberger Schiffmeisterhaus mit seinen vier Rundtürmchen abgetragen.

### Hochwasser
Durch seine exponierte Lage am Donauufer wurde das Gelände an der Donauuferstraße immer wieder vom Hochwasser überschwemmt. Beim Donauhochwasser 2013 wurde im Juni sogar die Terrasse (rechts im Bild) circa zehn Zentimeter hoch überschwemmt.

## Sehenswürdigkeiten

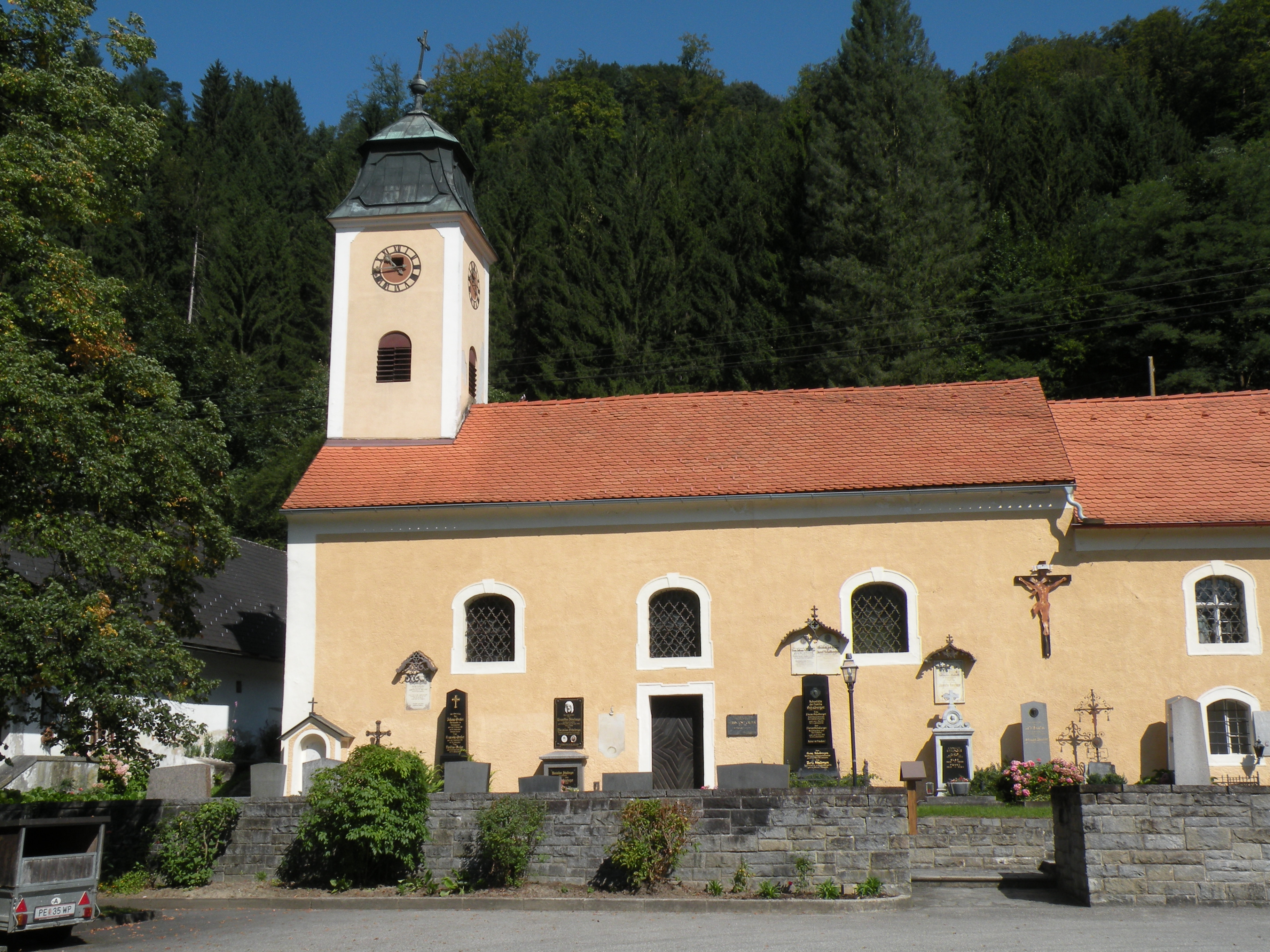
St. Kilian, Marktkirche von Sarmingstein, mit Friedhof

Siehe auch Liste der denkmalgeschützten Objekte in St. Nikola an der Donau
- Marktkirche Sarmingstein: Die mit einem Friedhof ausgestattete, dem Hl. Kilian geweihte Marktkirche, gehörte ursprünglich zum Stift Waldhausen und ist heute eine Filialkirche der Pfarre St. Nikola an der Donau ist.[6] Der zum Teil romanische Kirchenbau wurde um 1700 im Auftrag von Johann Jodok Ployer barockisiert.[6] Das Langhaus ist ein vierjochiger Saalbau mit kleinem quadratischen Chor.[6][7]

- Burgruine Sarmingstein
- Turmruine Sarmingstein